# 山本沙代
山本沙代（日语：山本 沙代，1977年4月13日—），日本女性動畫監督、演出家。畢業於東京都的美術大學環境設計科。曾就職MADHOUSE，現為自由職業者。
監督處女作為《道子與哈金》，第二作《魯邦三世 -名為峰不二子的女人-》獲得日本新媒體動漫藝術節動畫部門第16回（2012年）新人賞。

## 參加作品

### 電視動畫
- X（2001年，#22分鏡）
- 阿倍野桥魔法商店街（2001年，#11分鏡）
- 銀河天使（第3季）（2002年，#21分鏡）
- 銀河天使（第4季）（2003年，#10分鏡）
- 馭龍少年（2002-2003年，分鏡・演出）
- TEXHNOLYZE（日语：TEXHNOLYZE）（2003年，分鏡・演出）
- 神槍少女（2003-2004年，#10分鏡）
- 極道鮮師（2004年，ED分鏡・演出）
- 混沌武士（2004年，分鏡・演出）
- 交響詩篇艾蕾卡7（2005-2006年，#16、#36分鏡・#16演出）
- 薔薇少女 彷如夢境（2005-2006年，OP分鏡・演出）
- 死亡代理人（2006年，分鏡・演出・演出輔佐）
- 獸爪（日语：ケモノヅメ）（2006年，#11演出輔佐）
- 死亡筆記（2006-2007年，#22分鏡）
- 道子與哈金（2008-2009年，監督）
- 花丸幼稚園（2010年，#1ED分鏡・演出）
- 荒川爆笑團（2010年，OP分鏡）
- 學園默示錄（2010年，#6分鏡）
- 世紀末超自然學院（2010年，#11分鏡）
- 荒川爆笑團（第2季）（2010年，OP分鏡）
- 吊帶襪天使（2010年，#5分鏡・演出）
- Sacred Seven（2011年，OP分鏡）
- 魯邦三世 -名為峰不二子的女人-（2012年，監督）
- T寶的悲慘日常（2012年，OP・ED分鏡・演出）
- PSYCHO-PASS（2012年，OP1分鏡・演出）
- 進擊的巨人（2013年，ED1分鏡・演出）
- Space☆Dandy（2014年，#2・#20・ED分鏡・演出）
- 巴哈姆特之怒（2014年，ED分鏡・演出）
- 勇利!!! on ICE（2016年，監督、原案、劇本統籌、分鏡、OP分鏡）

### OVA
- TRAVA FIRST PLANET episode1（2002年，共同分鏡）

### 劇場版動畫
- 福音戰士新劇場版：破（2009年，分鏡）
- REDLINE（2010年，分鏡協力・背景原案）

### PV
- BOXER KID from Mighty Jam Rock（日语：Mighty Jam Rock）
  - 音速BIG WAVE（2007年，導演）
  - BIG TUFF（2007年，導演）
- 岡村靖幸（日语：岡村靖幸）
  - （2013年，導演）

### CM
- （2012年，監督）

## 外部連結
- allcinema介紹頁面 （页面存档备份，存于）